# Су Ханьчен
Су Ханьчен (苏汉臣, 1101—1161) — китайський художник часів династії Сун.

## Життєпис
Народився 1101 році у м. Кайфен (на той час столиці імперії). Походив із родини середнього статку. З дитинства виявив здібності до малювання. Спочатку був приватним художником, виконуючі замовлення різних верств. У 1119 році його призвав до себе імператор Хуей-цзун, увійвши його до штату Академії живопису. Того ж року отримує звання придворного художника й головного за створення буддистських образів у храмах. Виконував замовлення імператора й знаті. після вторгнення чжурчженів до Китаю у 1125 році перебрався разом із двором на південь. У 1131 році осів у столиці Південної Сун — Лін'яні. Тут провів решту життя, залишаючись у почті імператора Гао-цзуна.

## Творчість
Су Ханьчен був майстром монументального та жанрового станкового живопису. Виконував замовлення буддистських та даосистських монастирів й храмів. Проте його розписи не збереглися. Спеціалізувався також на зображені жінок, наївних дитячих образів. Дітлахи на його картинах завжди живі і милі, ошатно одягнені, це говорить про те, що він зображував дітей з багатих сімей. Найбільш відомим у твори: «Продавець дрібничок», «Граючі діти» і «Дітлахи, які радіють весні», «Діти, що грають в обряд омовіння Будди», «Діти, що грають в осінньому саду».